# Сакмар (Росія)
Сакма́р (рос. Сакмар, башк. Һакмар) — присілок (колишнє селище) у складі Баймацького району Башкортостану, Росія. Входить до складу Тем'ясовської сільської ради.
Населення — 472 особи (2010; 475 в 2002).
Національний склад:
- башкири — 90%